# Тихоокеанская треска
Тихоокеанская треска (лат. Gadus macrocephalus) — морская рыба семейства тресковых. Ценный промысловый вид.
Характерным признаком тихоокеанской трески является более крупная и широкая, чем у атлантической трески, голова. Размеры рыбы при этом мельче. Максимальная длина 120 см, обычно 45—90 см, вес до 22,7 кг. Обитает в северной части Тихого океана: в Беринговом, Охотском и Японском морях.
Тихоокеанская треска держится более оседло, чем атлантическая треска, ограничиваясь сезонными миграциями от берегов зимой и к берегам, на глубины 30—60 м, летом. В наибольших количествах встречается  при температуре воды 3—4°С. Продолжительность жизни 10—12 лет. Созревает в 5—6-летнем возрасте. Икра донная, прилипающая. Плодовитость 1,8—5,7 млн икринок. Взрослая треска питается в основном рыбой (минтай, навага и др.), и беспозвоночными (ракообразные, иглокожие, черви, моллюски). Улов тихоокеанской трески составляет менее 1/10 доли улова атлантической трески.

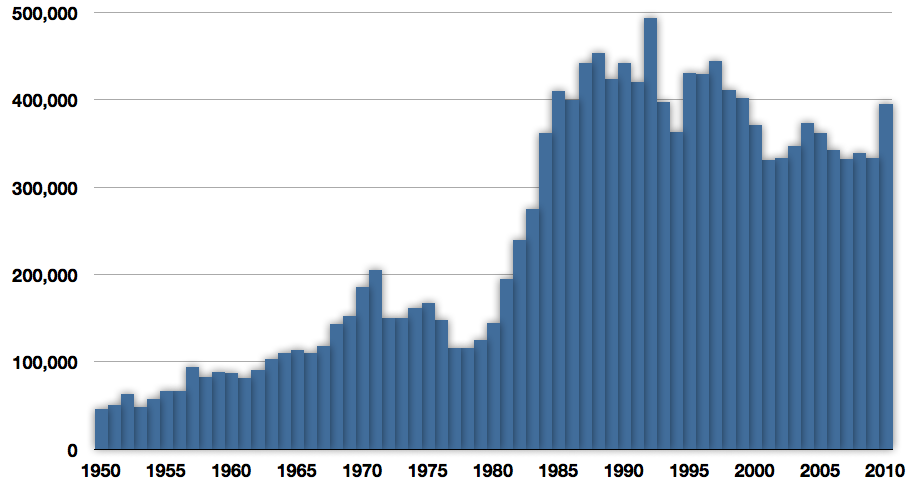
Мировые уловы тихоокеанской трески в 1950—2010 годах (тонн)